# 維索昌卡
49°1′33″N 24°35′19″E / 49.02583°N 24.58861°E
維索昌卡（烏克蘭語：Височанка），是烏克蘭西部的村莊，隸屬伊萬諾-弗蘭科夫斯克州的伊萬諾-弗蘭科夫斯克區。該村面積3.6平方公里，2001年人口478，人口密度每平方公里132.8人。